# Castello d'Albio
Il castello d'Albio o di Sessa era una fortezza sita nel comune di Tresa nel Canton Ticino. Posto in cima a una collina dominante la valle del fiume Tresa, al confine con l'Italia, esso era l'antica dimora della famiglia Sessa, di stirpe longobarda, che prende nome dalla vicina località di Sessa, dominante la valle il cui accesso era controllato dal castello d'Albio; di quest'ultimo oggi sopravvive intatta solo una torre.

## Storia

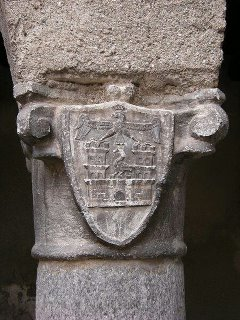
Stemma dei Sessa scolpito su una colonna della Corte dell'Ospedale, dimora quattrocentesca sita in Daverio, dove un ramo degli antichi castellani d'Albio abitò dal XIV al XX secolo.

### Origini
Posto nell’odierna frazione di Castello, al confine col comune di Sessa, si suppone che i primi a porre le basi della fortezza siano stati i Franchi, per fronteggiare le espansioni prima bizantine poi longobarde, ma è senza dubbio con la famiglia Sessa che si ha la certezza della sua esistenza.

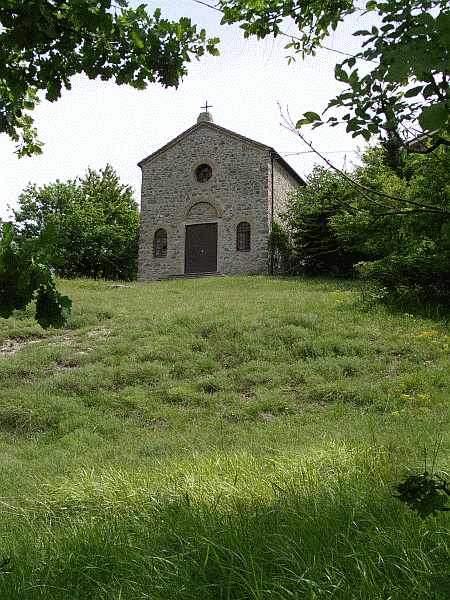
La chiesetta di Sant'Adalberto a Monteggio, un tempo dedicata a San Carpoforo e destinata a cappella della nobile famiglia Sessa. A seguito del saccheggio perpetrato dagli Svizzeri nel 1511, essa fu ricostruita con le pietre del Castello d'Albio, nel frattempo abbandonato dai suoi signori.

Qui i castellani furono inizialmente nominati capitanei, secondo alcuni addirittura da Berengario del Friuli nel X secolo, ma secondo altri dal vescovo di Como Landolfo da Carcano, con cui erano imparentati, nel XII secolo, in seguito alla guerra decennale tra Milano e Como. Successivamente assursero al rango di feudatari di diretta dipendenza imperiale: si conserva infatti un atto del 1240 dove l'Imperatore Federico II di Svevia ordina di restituire il castello ai capitanei di Sessa a patto che questi ultimi offrissero valide garanzie di fedeltà all'Impero. Dal XIII al XVI secolo i capitanei di Sessa formarono una corporazione nobiliare con sede al castello.

### Importanza strategica
Situato nella via che collegava le due parti del Sacro Romano Impero, Italia e Germania, il castello fu ritenuto sempre fondamentale nella sua posizione. Questo fu dimostrato non solo dalla diretta dipendenza imperiale della signoria, ma ad esempio dalla considerazione che in tempi seguenti Ottone Visconti tenne per i Sessa nella lotta che lo vide vincitore sui Della Torre per il dominio su Milano: delle famiglie più in vista nel Canton Ticino, come ad esempio i Mesenzana, i capitanei di Locarno e i Sessa, solo questi ultimi furono inclusi tra le famiglie patrizie milanesi nella Matricula Nobilium stilata dal Visconti nel 1277.

### Fine
Il possesso feudale dei Sessa fece per lungo tempo da argine all'espansione dei cantoni svizzeri sul Ticino, ma anche al grande potere dei vescovi di Como. Tuttavia, prima le lotte a metà del XIII secolo tra Como e Milano, con cui i Sessa si erano schierati insieme a Luino e tutta la Valtravaglia, che videro la vittoria di Como e, in seguito, il dono da parte di Francesco I di Francia del territorio ai Confederati Svizzeri nel 1512 con la pace di Friburgo, determinarono il declino politico e territoriale del castello d'Albio e dei suoi signori, che lo abbandonarono dopo il saccheggio perpetrato nel 1511 dagli Svizzeri.
Il destino del castello d'Albio fu segnato definitivamente dopo quella data, giacché gli Svizzeri diedero l'ordine di smantellare tutti i castelli del Malcantone, primo fra tutti il castello d'Albio appunto, caposaldo delle fortificazioni: nessuno dei discendenti Sessa, rivendicò il castello o tornò ad abitarvi. La famiglia, nelle sue ramificazioni di Sessa, Valtravaglia e Daverio, anche senza più abitare nelle antiche pertinenze, continuò comunque per un certo tempo a detenere il giuspatronato della cappella di Sant'Orsola presso la Chiesa di San Martino a Sessa: nel 1525 infatti è eletto dai consorti de Sessa in qualità di cappellano del beneficio Don Giovanni Giacomo Sessa, già Chierico della Diocesi di Milano; tuttavia a fine secolo la famiglia non è più attestata né a Sessa né a Monteggio. Il ramo di Valtravaglia si spense in povertà nel 1781 a Ticinallo, quello di Daverio continuò la sua esistenza nella nobiltà milanese e la sua discendenza arriva sino ai giorni nostri, mentre i Sessa di Sessa si estinsero a fine del Cinquecento nella famiglia Bianchi: il sacerdote Don Ercole Bianchi Sessa, forse in memoria dell'antico patronato dei suoi antenati presso la cappella di Sant'Orsola nella Chiesa di San Martino, nel 1602 volle edificare una chiesa vera e propria dedicata a Sant'Orsola a Sessa.
Oggi del castello sopravvivono solo lacerti e una torre. La popolazione locale, contenta dell'ordine dato dai nuovi signori Svizzeri, lo utilizzò come cava di pietre. Il castello andò così distruggendosi, e con esso la cappella di Sant'Adalberto, di antico possesso dei signori Sessa.